# Xã Hiawatha, Quận Brown, Kansas
Xã Hiawatha (tiếng Anh: Hiawatha Township) là một xã thuộc quận Brown, tiểu bang Kansas, Hoa Kỳ. Năm 2010, dân số của xã này là 710 người.